# Hřeben

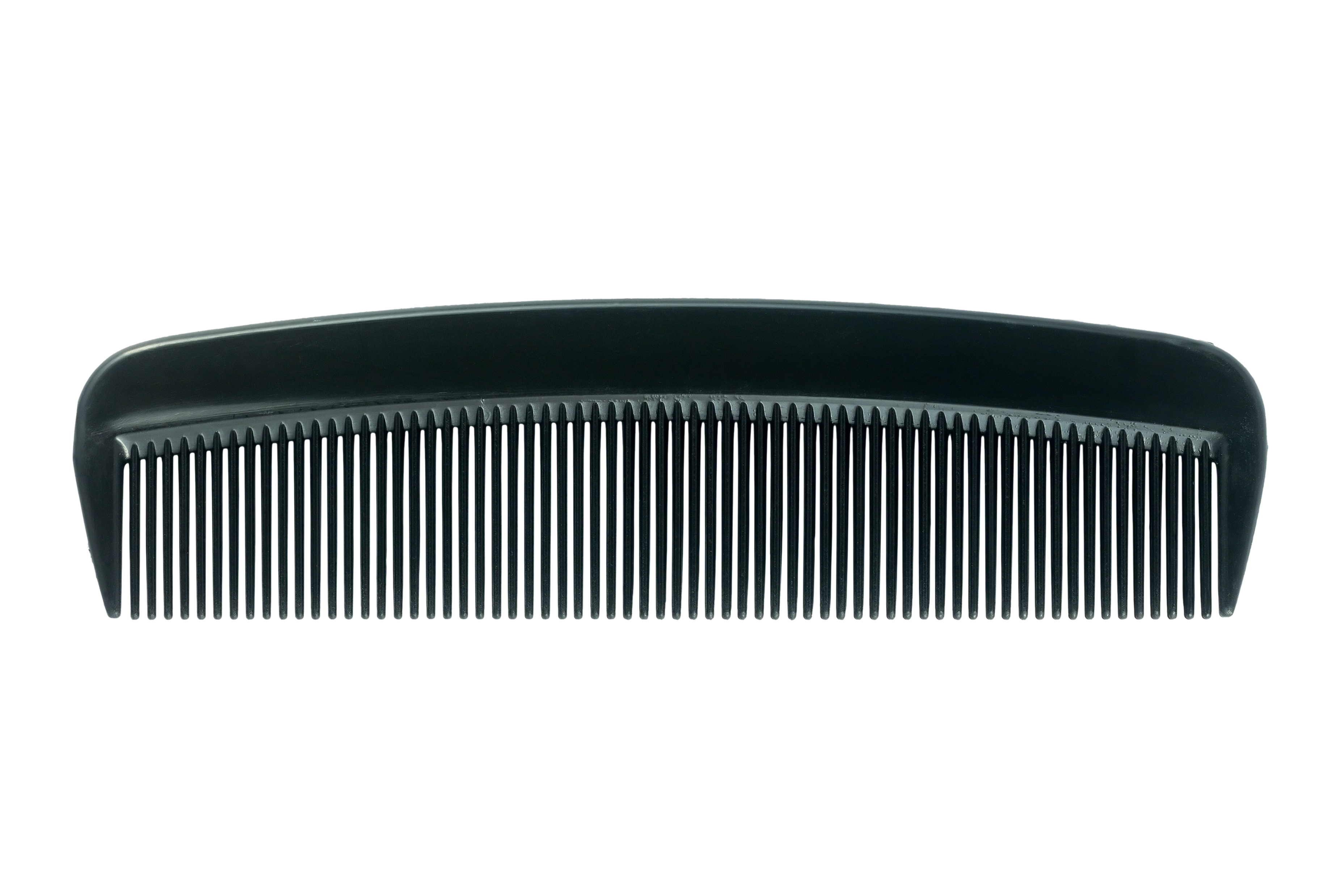
Klasický hřeben

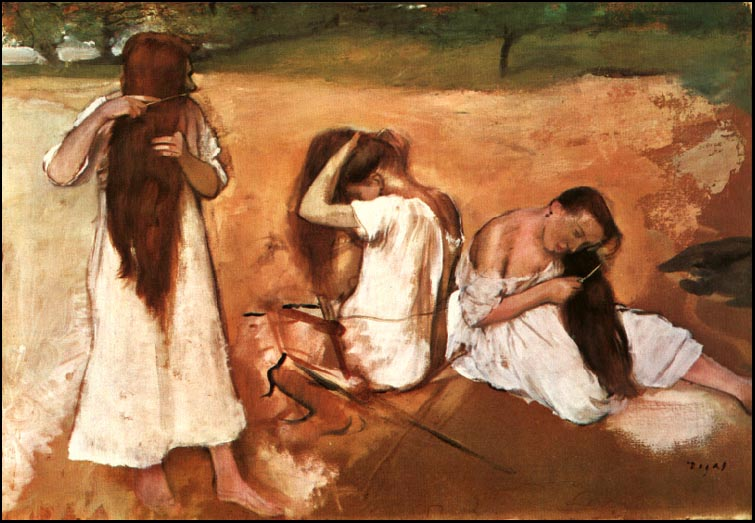
Edgar Degas: Česající se ženy (1875)

Hřeben je nástroj, který slouží k česání a k úpravě vlasů i vousů, případně i k česání zvířat, k vyčesávání srsti (hřebelcování, hřeblo) a pod. Hřeben může mít různé tvary a býval často zdobený. Rozlišují se hřebeny jednostranné, oboustranné, s rukojetí a ozdobné hřebeny k upevňování účesu.

## Historie
Nejstarší nalezené hřebeny pocházejí z mezolitu, byly obvykle jednostranné a vyrobené z kostí. Hřebeny z egyptské Nakády pocházejí z 3.–4. tisíciletí př. n. l., mají rozmanité tvary a jsou ze slonoviny. Vyráběly se z kostí a rohů zvířat (slonovina, želvovina) a byly často zdobeny zvířecími nebo mytologickými výjevy. V severní Evropě převládaly hřebeny jednostranné, ve Středomoří oboustranné. Už ve starověku se objevují hřebeny bronzové, stříbrné i dřevěné (především zimostráz a eben).
Ozdobné hřebeny k upevnění účesu jsou známy z mnoha kultur, zejména z jihovýchodní Asie a Pacifiku. V Japonsku a v Číně se přepychové hřebeny vyráběly ze želvoviny a později zdobily lakem. Nosily je nejen ženy, ale často také muži. Muži z ostrovů jižního Pacifiku nosili hřebeny s ornamenty, v Melanésii jsou hřebeny vyráběny z dlouhých bambusových tyčinek, přidělané na jakési malé smetáčky, zdobené korálky, mušlemi nebo peříčky. Na ostrově Samoa jsou vysoké dřevěné hřebeny krášleny geometrickými výřezky, na severním Sulawesi je vykládali perletí, nebo se dělaly s vyřezávanými značkami pro ceremoniální účesy.
Pro Afriku byly typické vyřezávané figury s ornamenty ze dřeva nebo slonoviny. Američtí indiáni vyráběli dřevěné či kostěné jednostranné nebo oboustranné hřebeny, některé bohatě zdobili figurálními motivy.
V Evropě ve středověku byl hřeben nezbytnou součástí zámožné domácnosti a ozdobné hřebeny zejména ze slonoviny užívali i církevní hodnostáři. Ve 14., 15. a 16. století si takové hřebeny nechávala vyrábět i šlechta. Byly dekorovány legendárními motivy nebo pastorálními scénami. Od 17. století nosily ženy vysoké účesy, složitě česané, také někdy s hřebenem jako ozdobou (např. ve Španělsku ženy nosily želvovinové hřebeny k upevnění mantily). Od 16. století se objevují hřebeny s rukojetí, často stříbrnou nebo měděnou, do níž byl zasazen kostěný hřeben. Kovovými hřebeny se také česala zvířata s hustou srstí.

## Současnost

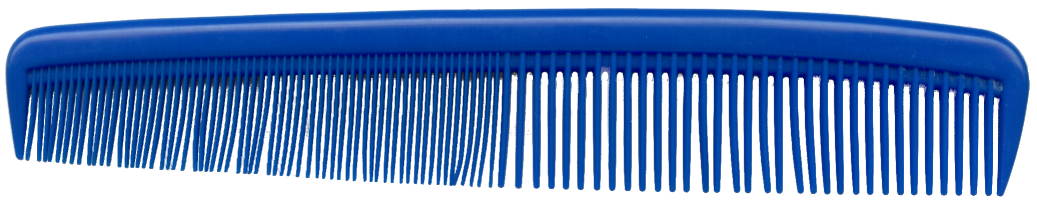
Běžný současný plastový hřeben

Tradiční kosti, slonovinu a želvovinu, nahradil koncem 19. století celuloid a později plastické hmoty. Hřeben tak přestal být luxusním předmětem a stal se běžnou denní potřebou, většinou bez ozdob. V současnosti se hřebeny vyrábějí z různých materiálů, nejčastěji lisováním z plastů. Užívat hřeben ke zdobení vlasů je dnes méně obvyklé, ale jsou především používány k česání či jiné úpravě vlasů. Můžeme je nálezt prakticky v každé domácnosti a ovšem v holičství a kadeřnictví. Na hřeben, obalený tenkým papírem nebo listem, se dá foukáním také hrát. Hřebeny s úzkými mezerami (tzv. "všiváčky") se dnes používají k odstraňování mikroskopických parazitů (např. vší).

## Galerie

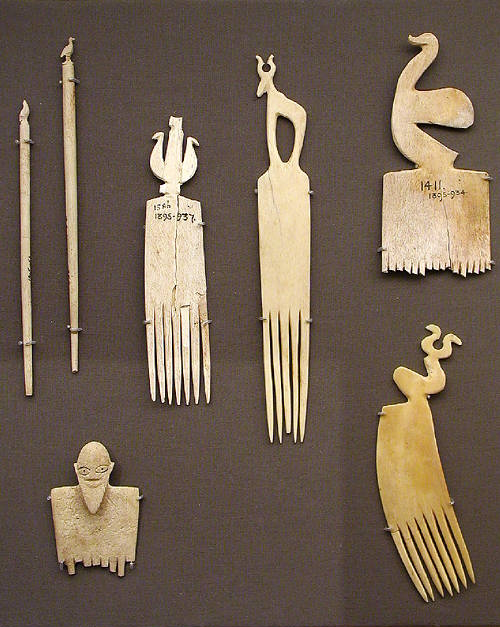
Egypt, Nakáda, 4000 př. n. l.
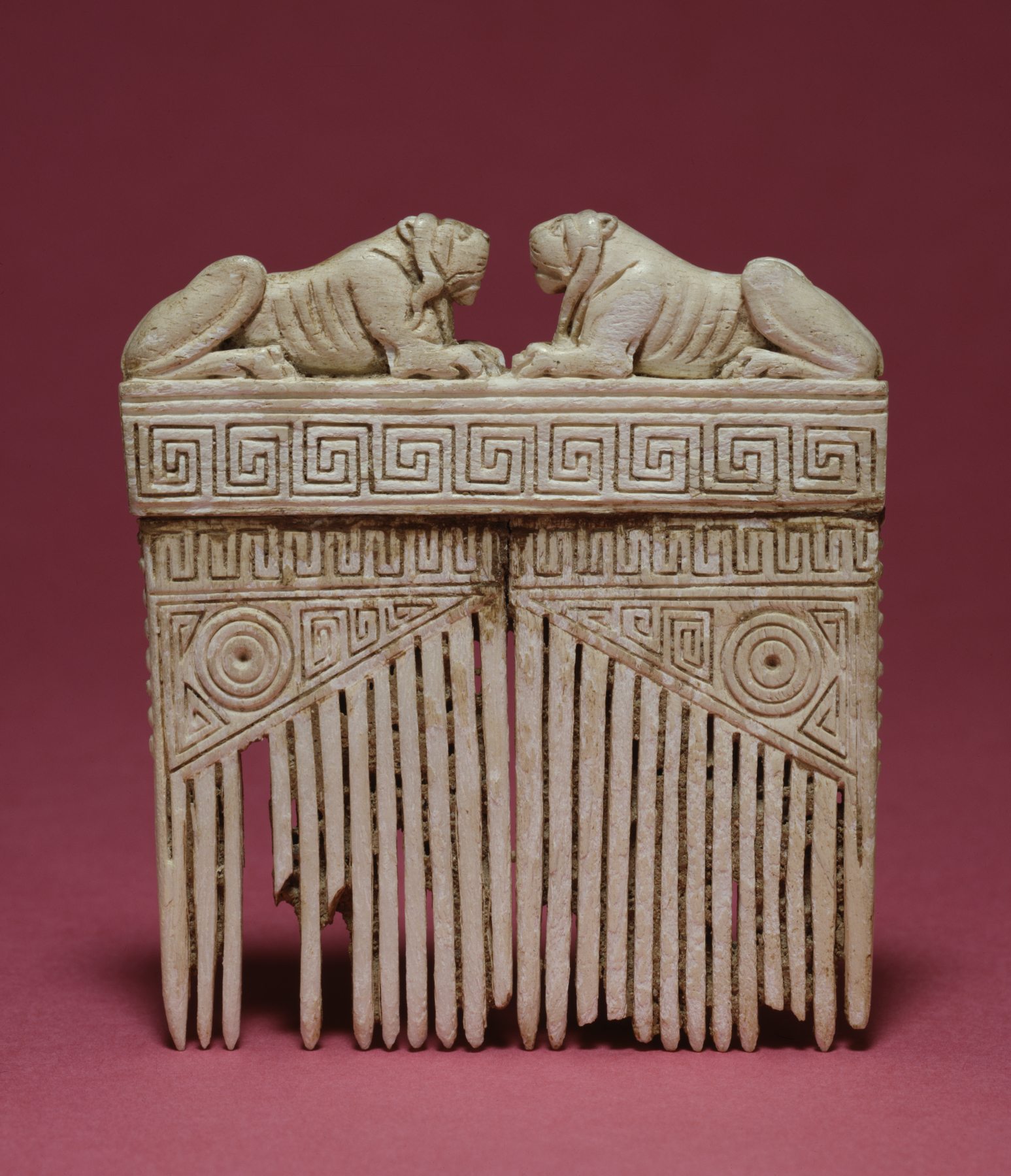
Etruský hřeben, 6. stol. př. n. l.
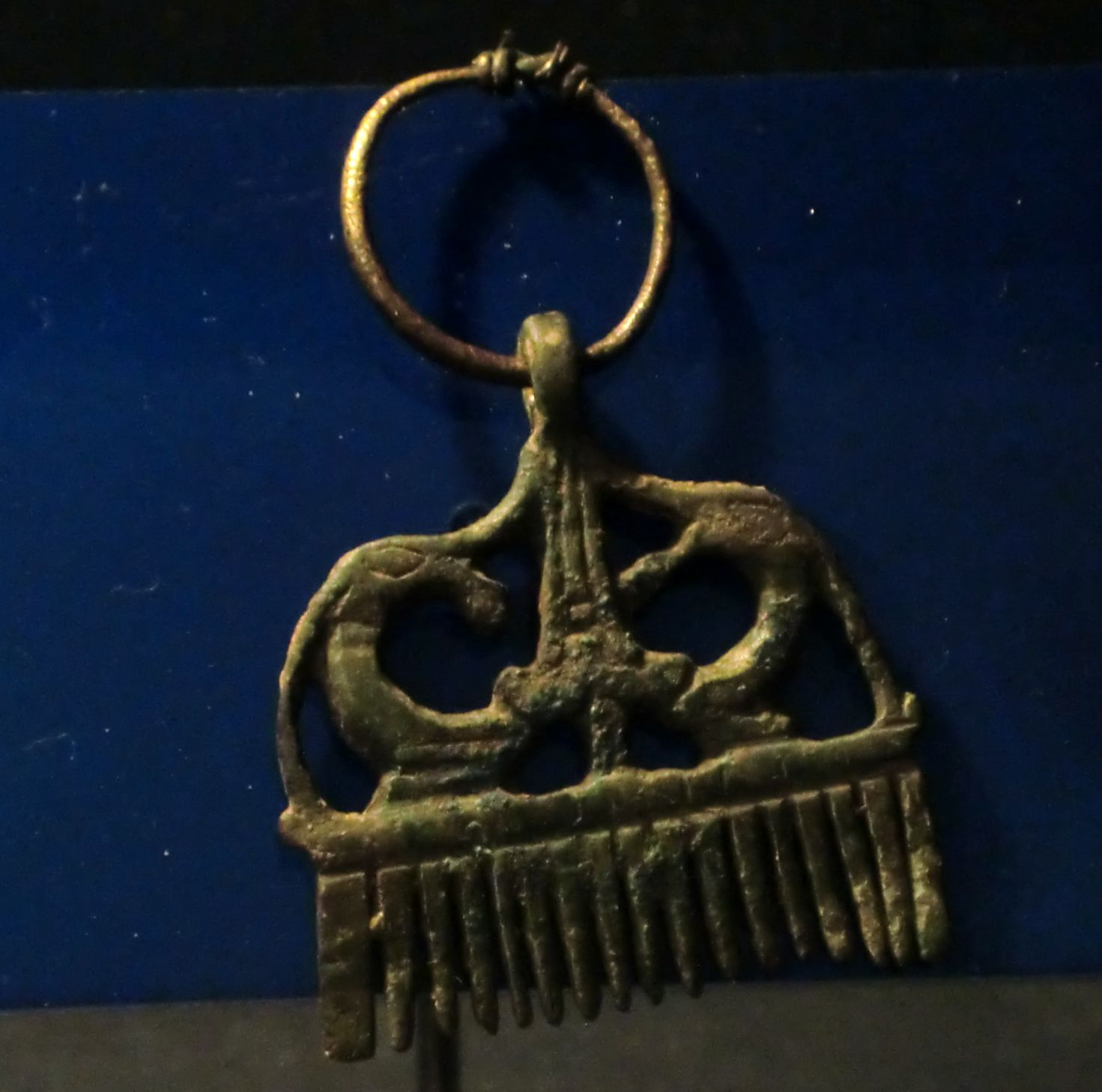
Bronzový hřeben. Švédsko, 11. stol.
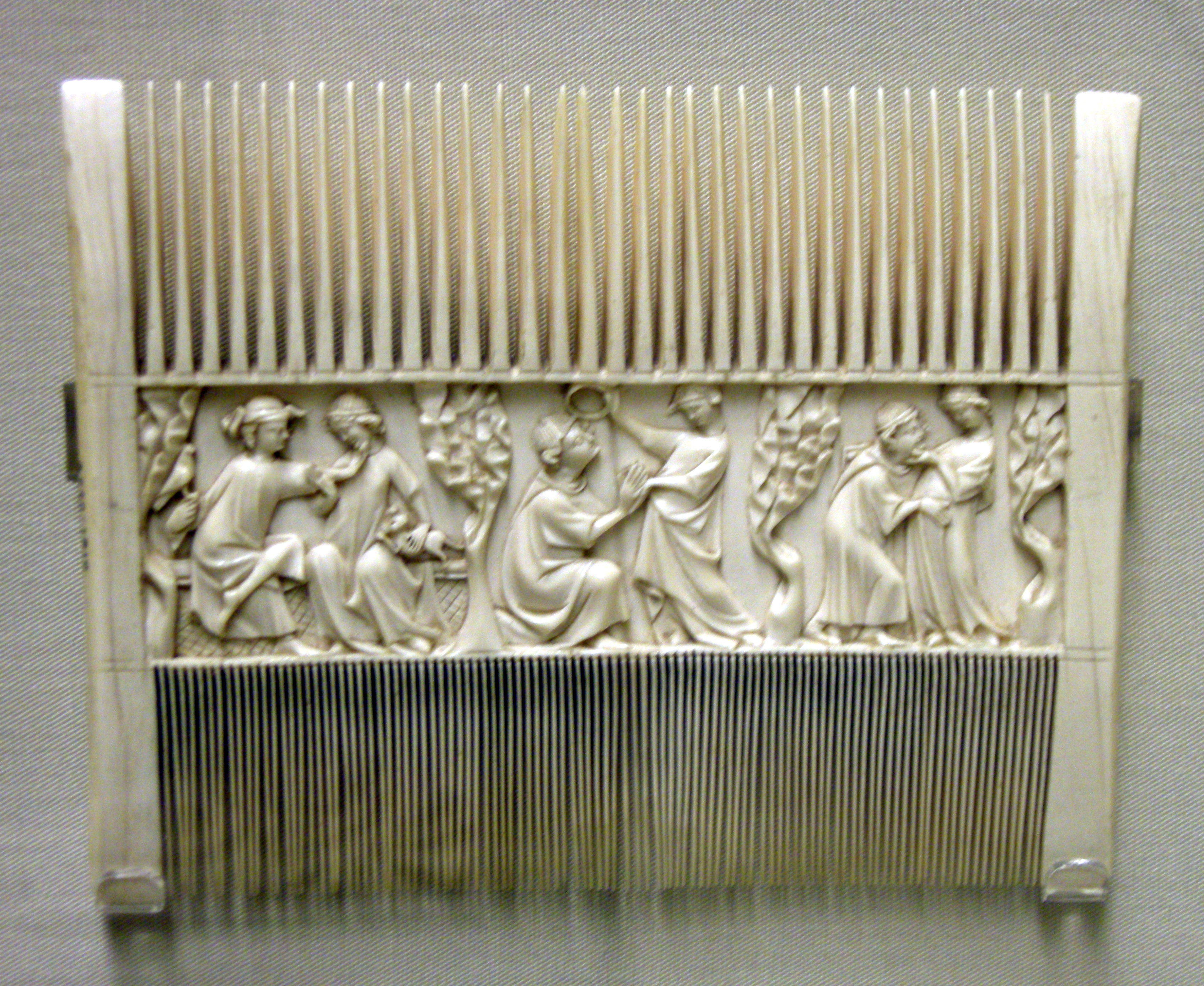
Francie, 14. století
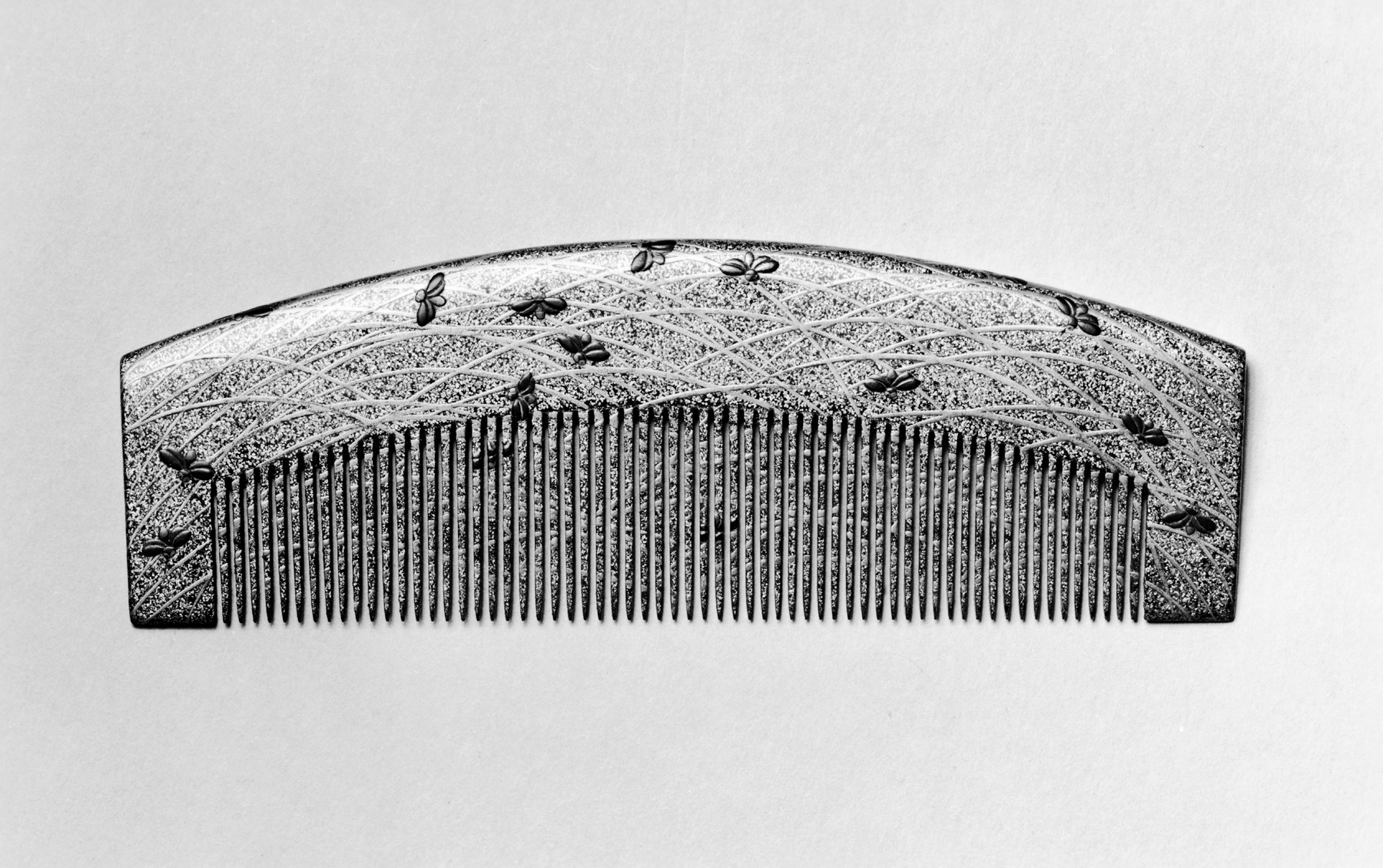
Hara Yoyusai (+1845), lakovaný hřeben ze želvoviny